# IMac G4
iMac G4是苹果公司在2002年推出的一款一体式个人电脑，是iMac系列的第二代产品，随着苹果公司以新系统Mac OS X取代Classic Mac OS而推出，苹果公司在G4上抛弃了前代所采用的CRT显示器，转而为其搭载了液晶显示器，G4也随之采用了全新的设计，G4的主机与屏幕被分离为两个部分，屏幕被安装在半球型底座上方的可调节臂上，主机部分则被置于半球型底座，安装在底座上的可调节臂使显示器可以绕圆顶形底部转动，其设计灵感来自于向日葵，iMac G4也不再如前代一样采用半透明外壳和多彩设计，仅提供了纯白色版本，苹果公司最初将其称为“New iMac”，而后为与继任者iMac G5区分而被改名为iMac G4。
苹果公司共推出了三种尺寸的iMac G4，分别是15英寸、17英寸和20英寸，搭载700MHz至1.25GHz的PowerPC G4 7450或7445，配有128MB-256MB的内存和40-80GB的存储空间，图形卡最高可选为NVIDIA GeForce FX 5200 Ultra，搭载有带刻录功能的光驱，iMac G4最初于2002年2月的Macworld Conference & Expo上发布，售价1299-1799美元，20英寸版本则于次年11月发布，售价2199美元，其最终于2004年8月停产。

## 引用
1. ↑  . 2002-03-10  [2024-03-30]. （原始内容存档于2024-03-30） （英国英语）.
2. ↑  Quittner, Josh. . Time. 2002-01-14  [2024-03-30]. ISSN 0040-781X. （原始内容存档于2024-03-30） （美国英语）.
3. ↑  Isaacson, Walter. . 由赵, 灿翻译. 中信出版集团. : 416–417. ISBN 978-7-5217-5223-6.
4. 1 2  . Apple Newsroom.   [2024-03-30]. （原始内容存档于2023-11-30） （美国英语）.
5. ↑  . Apple Newsroom.   [2024-03-30]. （原始内容存档于2024-02-16） （美国英语）.
6. ↑  magazin, manager. . www.manager-magazin.de. 2002-01-08  [2024-03-30]. （原始内容存档于2024-03-30） （德语）.
7. ↑  Foxman, Roman. . www.cbsnews.com. 2002-02-14  [2024-03-30]. （原始内容存档于2024-03-30） （美国英语）.
8. ↑  Rizzo, John. . CNET.   [2024-03-30]. （原始内容存档于2024-03-30） （英语）.